# Cúp quốc gia Wales 2014–15
Cúp quốc gia Wales FAW 2014–15 là mùa giải thứ 128 của giải đấu bóng đá loại trực tiếp hàng năm dành cho các đội bóng ở Wales. Giải đấu 2014–15 khởi tranh từ ngày 23 tháng 8 năm 2014, và kết thúc ngày 2 tháng 5 năm 2015. The New Saints là đương kim vô địch và đã bảo vệ thành công danh hiệu khi đánh bại Newtown in the final.	
Điều đó có nghĩa rằng The New Saints được quyền tham dự vòng loại thứ nhất của UEFA Europa League 2015–16.

## Vòng loại thứ nhất
Các trận đấu diễn ra vào các ngày cuối tuần 30 và 31 tháng 8 năm 2014.
| Số thứ tự trận | Đội nhà              | Tỉ số | Đội khách          | Số thứ tự trận | Đội nhà                    | Tỉ số | Đội khách            |
| -------------- | -------------------- | ----- | ------------------ | -------------- | -------------------------- | ----- | -------------------- |
| 1              | Builth Wells (4)     | 0–1   | Kerry (4)          | 4              | Montgomery Town (3)        | 1–2   | Llanuwchllyn (4)     |
| 2              | Four Crosses (3)     | 2–4   | Welshpool Town (3) | 5              | Presteigne St. Andrews (4) | 4–3   | Newbridge on Wye (4) |
| 3              | Hay St. Marys FC (4) | 7–2   | Borth United (4)   | 6              | Knighton Town (4)          | 2–1   | Machynlleth (3)      |

| Số thứ tự trận | Đội nhà                | Tỉ số        | Đội khách               | Số thứ tự trận | Đội nhà                 | Tỉ số | Đội khách                     |
| -------------- | ---------------------- | ------------ | ----------------------- | -------------- | ----------------------- | ----- | ----------------------------- |
| 7              | Amlwch Town (4)        | 1–2          | Treaddur Bay United (4) | 16             | Llangefni Town (4)      | 3–2   | Llanystumdwy (5)              |
| 8              | Brickfield Rangers (3) | 2–1          | Brymbo (3)              | 17             | Mynydd Llandegai (4)    | 1–2   | Pwllheli (3)                  |
| 9              | Caerwys (4)            | 2–4          | Llangollen Town (3)     | 18             | Nefyn United (5)        | 1–4   | Dyffryn Nantlle Vale (4)      |
| 10             | Castell Alun Colts (4) | 1–3          | Greenfield (4)          | 19             | Penmaenmawr Phoenix (4) | 2–1   | Pentraeth (4)                 |
| 11             | Flint Mountain FC (5)  | 2–6          | Brynford United (4)     | 20             | Penrhyndeudraeth (3)    | 6–4   | Llanfairpwllgwyngyll (3)      |
| 12             | Gaerwen (4)            | 6–2          | Llanllyfni (5)          | 21             | Queens Park (4)         | 3–4   | FC Nomads of Connahs Quay (3) |
| 13             | Halkyn United (4)      | 2–6          | Coedpoeth United (3)    | 22             | St. Asaph City (4)      | 8–1   | New Brighton Villa (4)        |
| 14             | Lex Glyndwr (4)        | 0–2          | Llandyrnog United (3)   | 23             | Talysarn Celts FC (5)   | 1–4   | Kinmel Bay Sports (3)         |
| 15             | Llandudno Junction (3) | 3–4 (s.h.p.) | Llanerch ym Medd (4)    | 24             | Venture FC (3)          | thắng | Meliden (4)                   |

| Số thứ tự trận | Đội nhà                   | Tỉ số               | Đội khách                     | Số thứ tự trận | Đội nhà                          | Tỉ số               | Đội khách               |
| -------------- | ------------------------- | ------------------- | ----------------------------- | -------------- | -------------------------------- | ------------------- | ----------------------- |
| 25             | Newport Civil Service (4) | 3–4                 | Dynamo Aber FC (6)            | 41             | Merthyr Saints (5)               | 0–1                 | Cwmaman Institute (5)   |
| 26             | Aber Valley YMCA (5)      | 3–5                 | Tiger Bay (7)                 | 42             | Newcastle Emlyn (5)              | 1–2                 | Llanelli Town AFC (4)   |
| 27             | AFC Butetown (5)          | 4–2                 | Carnetown (7)                 | 43             | Penrhiwceiber Constitutional (6) | 5–6                 | Canton Liberal FC (6)   |
| 28             | Albion Rovers FC (5)      | 4–2                 | Cwmbran Town (5)              | 44             | Penrhiwfer FC (6)                | 1–1 (s.h.p.) 1-3(p) | Dinas Powys (3)         |
| 29             | Ammanford (4)             | 3–2                 | Trostre (5)                   | 45             | Pontyclun (5)                    | 1–1 (s.h.p.) 4-3(p) | Sporting Marvels FC (5) |
| 30             | Bettws (4)                | 3–0                 | Ynysgerwn (5)                 | 46             | Porthcawl Town Athletic (5)      | 1–2                 | Cwmamman United (4)     |
| 31             | Bridgend Street (4)       | 5–4 (s.h.p.)        | Llantwit Fardre (5)           | 47             | Rhoose FC (4)                    | 7–2                 | Cardiff Hibernian (6)   |
| 32             | Caerau (4)                | 3–3 (s.h.p.) 4-1(p) | Treforest (5)                 | 48             | RTB Ebbw Vale (6)                | 3–4                 | Marshfield (5)          |
| 33             | Cwm Rhonnda (7)           | 10–0                | Trelewis Welfare (5)          | 49             | Splott Albion (6)                | 0–8                 | Barry Town United (3)   |
| 34             | Cwm Welfare FC (4)        | 6–0                 | Cardiff Grange Harlequins (4) | 50             | STM Sports (5)                   | 3–2                 | Pontypridd Town (4)     |
| 35             | FC Tredegar (6)           | 0–2                 | Newport YMCA (4)              | 51             | Sully Sports (5)                 | 10–1                | Llanharry (6)           |
| 36             | Garw (6)                  | 3–3 (s.h.p.) 7-8(p) | Cornelly United (5)           | 52             | Tredegar Town (4)                | 2–0                 | Cefn Fforest (6)        |
| 37             | Kenfig Hill (6)           | 0–3                 | Trefelin (5)                  | 53             | Treharris Athletic Western (4)   | 2–1 (s.h.p.)        | Aberfan (6)             |
| 38             | Llantwit Major FC (4)     | 1–2                 | Cardiff Corinthians (4)       | 54             | Treowen Stars (4)                | 5–1                 | Trethomas Bluebirds (5) |
| 39             | Lliswerry FC (4)          | 1–2                 | Risca United (3)              | 55             | Ynysddu Welfare (6)              | 0–1                 | Blaenavon Blues (5)     |
| 40             | Malpas United FC (6)      | 3–2                 | Llanwern (3)                  | 56             | Ystradgynlais (5)                | 2–0                 | Dafen Welfare (5)       |

## Vòng loại thứ hai
Các trận đấu diễn ra vào các ngày cuối tuần 13 và 14 tháng 9 năm 2014.
| Số thứ tự trận | Đội nhà              | Tỉ số        | Đội khách                     | Số thứ tự trận | Đội nhà                    | Tỉ số | Đội khách                  |
| -------------- | -------------------- | ------------ | ----------------------------- | -------------- | -------------------------- | ----- | -------------------------- |
| 1              | Berriew (3)          | 0–1 (s.h.p.) | Penrhyncoch (3)               | 5              | Kerry (4)                  | 3–2   | Aberaeron (3)              |
| 2              | Bow Street (3)       | 1–2          | Waterloo Rovers               | 6              | Llanfair United (3)        | 3–1   | Knighton Town (4)          |
| 3              | Carno (3)            | 2–1 (s.h.p.) | LLantsantffraid Village (3)   | 7              | Llanrhaeadr Ym Mochant (3) | 3–0   | Presteigne St. Andrews (4) |
| 4              | Hay St. Marys FC (4) | 5–0          | Barmouth & Dyffryn United (3) | 8              | Tywyn Bryncrug (2)         | 2–3   | Welshpool Town (3)         |

| Số thứ tự trận | Đội nhà                  | Tỉ số               | Đội khách                     | Số thứ tự trận | Đội nhà                 | Tỉ số | Đội khách               |
| -------------- | ------------------------ | ------------------- | ----------------------------- | -------------- | ----------------------- | ----- | ----------------------- |
| 9              | Llanberis (3)            | 5–3                 | Llanerch ym Medd (4)          | 18             | Llangollen Town (3)     | 3–0   | Llanrwst United (3)     |
| 10             | A.F.C. Brynford (4)      | 4–0                 | Greenfield (3)                | 19             | Llanrug United (3)      | 1–3   | Coedpoeth United (3)    |
| 11             | Corwen (3)               | 1–1 (s.h.p.) 1-3(p) | Gaerwen (4)                   | 20             | Llay Miners Welfare (3) | 3–0   | Penmaenmawr Phoenix (4) |
| 12             | Dyffryn Nantlle Vale (4) | 1–0                 | Treaddur Bay United (4)       | 21             | Meliden (4)             | thắng | Bodedern Athletic (3)   |
| 13             | Glan Conwy (3)           | 1–0                 | Hawarden Rangers (3)          | 22             | Pwllheli (3)            | 1–4   | St. Asaph City (4)      |
| 14             | Glantraeth (3)           | 2–4                 | FC Nomads of Connahs Quay (3) | 23             | Rhos Aelwyd (3)         | 1–3   | Llanuwchllyn (4)        |
| 15             | Gwalchmai (3)            | 2–3                 | Brickfield Rangers (3)        | 24             | Ruthin Town (3)         | 3–2   | Chirk A.A.A. (3)        |
| 16             | Kinmel Bay Sports (3)    | 2–4                 | Gresford Athletic (3)         | 25             | Saltney Town (3)        | 1–2   | Penrhyndeudraeth (3)    |
| 17             | Llangefni Town (4)       | 3–1 (s.h.p.)        | Llandrynog United (3)         |                |                         |       |                         |

| Số thứ tự trận | Đội nhà               | Tỉ số        | Đội khách               | Số thứ tự trận | Đội nhà                        | Tỉ số        | Đội khách            |
| -------------- | --------------------- | ------------ | ----------------------- | -------------- | ------------------------------ | ------------ | -------------------- |
| 26             | Trefelin (5)          | 3–2          | Rhoose (4)              | 37             | Dynamo Aber FC (6)             | 3–1          | Newport YMCA (4)     |
| 27             | AFC Butetown (5)      | 1–0          | Tredegar Town (4)       | 38             | Ely Rangers (3)                | 3–5          | Aberbargoed Buds (3) |
| 28             | Albion Rovers FC (5)  | 3–2          | Pontyclun (5)           | 39             | Llanelli Town (4)              | 2–0          | Caldicot Town (3)    |
| 29             | Barry Town United (3) | 5–2          | Ystradgynlais (5)       | 40             | Marshfield (5)                 | 3–0          | Croesyceiliog (3)    |
| 30             | Bettws (4)            | 0–1          | Cardiff Corinthians (4) | 41             | Penrhiwceiber Rangers (3)      | 2–3          | Sully Sports (5)     |
| 31             | Blaenavon Blues (5)   | 0–2          | Cwmbran Celtic (4)      | 42             | Risca United (3)               | 5–1          | Treowen Stars (4)    |
| 32             | Caerleon (3)          | 0–4          | Dinas Powys (3)         | 43             | Tata Steel (3)                 | 3–0          | Caerau (4)           |
| 33             | Canton Liberal FC (6) | 3–1          | Cwmaman Institute (5)   | 44             | Tiger Bay (7)                  | 5–2          | Cwm Rhondda (7)      |
| 34             | Chepstow Town (3)     | 3–0          | Bridgend Street (4)     | 45             | Treharris Athletic Western (4) | 1–4          | STM Sports (5)       |
| 35             | Cwm Welfare FC (4)    | 1–2          | Cornelly United (5)     | 46             | Undy Athletic (3)              | 8–1          | Malpas United (6)    |
| 36             | Cwmamman United (4)   | 1–2 (s.h.p.) | Ammanford (4)           | 47             | West End (3)                   | 3–5 (s.h.p.) | AFC Llwydcoed (3)    |

## Vòng Một
Các trận đấu diễn ra vào các ngày cuối tuần 4và 5 tháng 10 năm 2014.
| Số thứ tự trận | Đội nhà                       | Tỉ số               | Đội khách              | Số thứ tự trận | Đội nhà                   | Tỉ số        | Đội khách             |
| -------------- | ----------------------------- | ------------------- | ---------------------- | -------------- | ------------------------- | ------------ | --------------------- |
| 1              | Caernarfon Town (2)           | 4–0                 | Porthmadog (2)         | 12             | Llangefni Town (4)        | 3–6          | St. Asaph City (4)    |
| 2              | Caersws (2)                   | 1–0                 | Llandudno (2)          | 13             | Llanidloes Town (2)       | 4–0          | Gaerwen (4)           |
| 3              | Carno (3)                     | 0–1                 | Rhayader Town (2)      | 14             | Llanrhaead ym Mochant (3) | 4–2          | Glan Conwy (3)        |
| 4              | Coedpoeth United (3)          | 0–3                 | Denbigh Town (2)       | 15             | Llay Miners Welfare (3)   | 1–3          | Gresford Athletic (3) |
| 5              | Dyffryn Nantlle Vale (3)      | 5–5 (s.h.p.) 2-4(p) | Llanberis (3)          | 16             | Mold Alexandra (2)        | 4–0          | Welshpool Town (3)    |
| 6              | FC Nomads of Connahs Quay (3) | 1–0 (s.h.p.)        | AFC Brynford (4)       | 17             | Penrhyncoch (3)           | 2–1          | Flint Town United (2) |
| 7              | Guilsfield (2)                | 3–1                 | Penycae (2)            | 18             | Penrhyndeudraeth (3)      | 2–3 (s.h.p.) | Llanfair United (3)   |
| 8              | Holyhead Hotspur (2)          | 0–2                 | Conwy Borough (2)      | 19             | Rhydymwyn (2)             | 0–3          | Meliden (4)           |
| 9              | Holywell Town (3)             | 4–2                 | Hay St. Marys FC (4)   | 20             | Ruthin Town (3)           | 2–3          | Buckley Town (2)      |
| 10             | Kerry (4)                     | 1–2                 | Brickfield Rangers (3) | 21             | Waterloo Rovers (3)       | 2–1          | Llanuwchllyn (4)      |
| 11             | Llandrindod Wells (2)         | 2–3 (s.h.p.)        | Llangollen Town (3)    |                |                           |              |                       |

| Số thứ tự trận | Đội nhà                             | Tỉ số        | Đội khách               | Số thứ tự trận | Đội nhà            | Tỉ số               | Đội khách                |
| -------------- | ----------------------------------- | ------------ | ----------------------- | -------------- | ------------------ | ------------------- | ------------------------ |
| 22             | Aberdare Town (2)                   | 4–2          | Barry Town United (3)   | 32             | Dynamo Aber FC (6) | 4–2                 | AFC Butetown (5)         |
| 23             | Albion Rovers (5)                   | 3–1          | Cardiff Corinthians (4) | 33             | Garden Village (2) | 9–0                 | AFC Porth (2)            |
| 24             | Ammanford (4)                       | 5–2          | Sully Sports (5)        | 34             | Goytre (Gwent) (2) | 0–4                 | Goytre United (2)        |
| 25             | Briton Ferry Llansawel (2)          | 4–1          | Aberbargoed Buds (3)    | 35             | Monmouth Town (2)  | 3–0                 | Ton Pentre (2)           |
| 26             | Cambrian & Clydach BGC (2)          | 0–2          | Undy Athletic (3)       | 36             | STM Sports (5)     | 0–2                 | Haverfordwest County (2) |
| 27             | Canton Liberal FC (5)               | 1–2          | Risca United (3)        | 37             | Tata Steel         | 1–1 (s.h.p.) 1-3(p) | Marshfield (5)           |
| 28             | Cardiff Metropolitan University (2) | 9–0          | AFC Llwydcoed (3)       | 38             | Tiger Bay (7)      | 3–2                 | Trefelin BGC (5)         |
| 29             | Cornelly United (5)                 | 1–0          | Pontardawe Town (2)     | 39             | Afan Lido (2)      | 4–0                 | Chepstow Town (3)        |
| 30             | Cwmbran Celtic (3)                  | 2–1          | Llanelli Town AFC (4)   | 40             | Taffs Well (2)     | 0–3                 | Caerau Ely (2)           |
| 31             | Dinas Powys (3)                     | 0–1 (s.h.p.) | Pen-y-Bont (2)          |                |                    |                     |                          |

## Vòng Hai
Các trận đấu ở vòng Hai phần lớn diễn ra vào các ngày cuối tuần 8 và 9 tháng 11 năm 2014 - although some had to be postponed because of bad weather.
| Số thứ tự trận | Đội nhà                       | Tỉ số        | Đội khách                 | Số thứ tự trận | Đội nhà               | Tỉ số | Đội khách           |
| -------------- | ----------------------------- | ------------ | ------------------------- | -------------- | --------------------- | ----- | ------------------- |
| 1              | Brickfield Rangers (3)        | 1–2 (s.h.p.) | Llanrhaead ym Mochant (3) | 6              | Gresford Athletic (3) | 2–1   | Llanfair United (3) |
| 2              | Buckley Town (2)              | 6–0          | Waterloo Rovers (3)       | 7              | Llanberis (3)         | 0–3   | Caersws (2)         |
| 3              | Caernarfon Town (2)           | 1–0          | Guilsfield (2)            | 8              | Llanidloes Town (2)   | 0–2   | Penrhyncoch (3)     |
| 4              | Conwy Borough (2)             | 5–0          | Denbigh Town (2)          | 9              | Mold Alexandra(2)     | 0–1   | Holywell Town (3)   |
| 5              | FC Nomads of Connahs Quay (3) | 5–2          | Llangollen Town (3)       | 10             | St. Asaph City (4)    | 1–0   | Meliden (4)         |

| Số thứ tự trận | Đội nhà                    | Tỉ số   | Đội khách         | Số thứ tự trận | Đội nhà                  | Tỉ số | Đội khách                           |
| -------------- | -------------------------- | ------- | ----------------- | -------------- | ------------------------ | ----- | ----------------------------------- |
| 11             | Albion Rovers (5)          | 0–2 [A] | Undy Athletic (3) | 16             | Risca United (3)         | 1–2   | Garden Village (2)                  |
| 12             | Briton Ferry Llansawel (2) | 5–1     | Aberdare Town (2) | 17             | Ammanford (4)            | 2–3   | Cardiff Metropolitan University (2) |
| 13             | Cwmbran Celtic (3)         | 0–2     | Caerau Ely (2)    | 18             | Cornelly United (5)      | 1–5   | Goytre United (2)                   |
| 14             | Dynamo Aber FC (6)         | 2–3     | Tiger Bay (7)     | 19             | Haverfordwest County (2) | 2–1   | Rhayader Town (2)                   |
| 15             | Monmouth Town (2)          | 3–1     | Pen-y-Bont (2)    | 20             | Afan Lido (2)            | 4–1   | Marshfield (5)                      |

Notes
1. ^ Thi đấu ở Undy Athletic / Trận đấu đổi ngược lại sau khi hòa.

## Vòng Ba
Các trận đấu diễn ra vào các ngày cuối tuần 29 và 30 tháng 11 năm 2014.
| Số thứ tự trận | Đội nhà                             | Tỉ số | Đội khách                   | Số thứ tự trận | Đội nhà               | Tỉ số | Đội khách                     |
| -------------- | ----------------------------------- | ----- | --------------------------- | -------------- | --------------------- | ----- | ----------------------------- |
| 1              | Caernarfon Town (2)                 | 2–3   | The New Saints (1)          | 9              | Cefn Druids (1)       | 1–5   | Aberystwyth Town (1)          |
| 2              | Undy Athletic (3)                   | 2–4   | Carmarthen Town (1)         | 10             | Conwy Borough (2)     | 4–3   | Briton Ferry Llansawel (2)    |
| 3              | Afan Lido (2)                       | 0–3   | Llanrhaeadr ym Mochnant (3) | 11             | Gap Connah's Quay (1) | 5–3   | Monmouth Town (2)             |
| 4              | Airbus UK Broughton (1)             | 5–0   | Haverfordwest County (2)    | 12             | Gresford Athletic (3) | 5–0   | St. Asaph City (4)            |
| 5              | Bala Town (1)                       | 2–1   | Port Talbot Town (1)        | 13             | Newtown (1)           | 2–0   | FC Nomads of Connahs Quay (3) |
| 6              | Bangor City (1)                     | 1–0   | Garden Village (2)          | 14             | Penrhyncoch (3)       | 0–5   | Caerau (Ely) (2)              |
| 7              | Buckley Town (2)                    | 0–1   | Holywell Town (3)           | 15             | Rhyl (1)              | 2–1   | Goytre United (2)             |
| 8              | Cardiff Metropolitan University (2) | 4–1   | Prestatyn Town (1)          | 16             | Tiger Bay (7)         | 0–4   | Caersws (2)                   |

## Vòng Bốn
Các trận đấu diễn ra vào các ngày cuối tuần 7 và 8 tháng 2 năm 2015.
| Số thứ tự trận | Đội nhà            | Tỉ số        | Đội khách             | Số thứ tự trận | Đội nhà                             | Tỉ số               | Đội khách               |
| -------------- | ------------------ | ------------ | --------------------- | -------------- | ----------------------------------- | ------------------- | ----------------------- |
| 1              | Caersws (2)        | 2–3          | Newtown (1)           | 5              | Cardiff Metropolitan University (2) | 1–4                 | Airbus UK Broughton (1) |
| 2              | The New Saints (1) | 3–0          | Gresford Athletic (3) | 6              | Gap Connah's Quay (1)               | 2–2 (s.h.p.) 4-2(p) | Bala Town (1)           |
| 3              | Bangor City (1)    | 3–0          | Conwy Borough (2)     | 7              | Holywell Town (3)                   | 0–0 (s.h.p.) 2-3(p) | Aberystwyth Town (1)    |
| 4              | Caerau (Ely) (2)   | 0–4 (s.h.p.) | Carmarthen Town (1)   | 8              | Llanrhaeadr ym Mochnant (3)         | 2–4                 | Rhyl (1)                |

## Tứ kết
Các trận đấu diễn ra vào các ngày cuối tuần 7 và 8 tháng 3 năm 2015.
| Số thứ tự trận | Đội nhà              | Tỉ số               | Đội khách               | Số thứ tự trận | Đội nhà               | Tỉ số | Đội khách          |
| -------------- | -------------------- | ------------------- | ----------------------- | -------------- | --------------------- | ----- | ------------------ |
| 1              | Carmarthen Town (1)  | 2–3                 | Rhyl (1)                | 3              | Bangor City (1)       | 1–2   | Newtown (1)        |
| 2              | Aberystwyth Town (1) | 1–1 (s.h.p.) 2-4(p) | Airbus UK Broughton (1) | 4              | Gap Connah's Quay (1) | 0–1   | The New Saints (1) |

## Bán kết
Các trận đấu diễn ra vào các ngày cuối tuần 4 và 5 tháng 4 năm 2015. Trận bán kết đầu tiên diễn ra trên sân Newtown's Latham Park trong khi trận thứ hai diễn ra ở Cefn Druids.
| Số thứ tự trận | Đội nhà                 | Tỉ số | Đội khách          |
| -------------- | ----------------------- | ----- | ------------------ |
| 1              | Airbus UK Broughton (1) | 2–4   | The New Saints (1) |
| 2              | Newtown (1)             | 2–1   | Rhyl (1)           |

## Chung kết
Trận chung kết diễn ra vào ngày thứ Bảy 2 tháng 5 năm 2015 trên sân Latham Park, Newtown, Powys.
| Đội 1              | Tỉ số | Đội 2       |
| ------------------ | ----- | ----------- |
| The New Saints (1) | 2–0   | Newtown (1) |